# Gustav Kross
Gustav Gustavovič Kross (Густав Густавович Кросс; San Pietroburgo, 12 luglio 1831 – San Pietroburgo, 13 ottobre 1885) è stato un pianista russo.

## Biografia
Gustav Kross nacque a San Pietroburgo nel 1831. Diede il recital per pianoforte dal 1850. Era un entusiasta sostenitore della Società musicale russa (1859-1867). Nel 1862 fu tra i primi studenti del Conservatorio di San Pietroburgo, dove studiò sotto la guida di Anton Rubinstein e Adolf von Henselt. Nel 1865 fu nella classe dei laureati del conservatorio, tra cui assieme a Kross vi era il compositore Pëtr Il'ič Čajkovskij.
Dal 1867 Kross insegnò pianoforte nel medesimo conservatorio. Tra i suoi allievi più notevoli vi erano Vladimir Demyansky e Anna Ornatskaya, che furono, entrambi, i primi insegnanti di Sergej Rachmaninov.
Ebbe un notevole successo per la Concerto per pianoforte e orchestra n. 1 (Čajkovskij), nel quale avvenne a San Pietroburgo il 1/13 novembre 1875, e la Concerto per pianoforte e orchestra n. 2 (Liszt).
Kross suonava sotto la guida del direttore d'orchestra Eduard Nápravník. Tuttavia, Čajkovskij scelse come pianista, per il suo concerto a Mosca, Sergej Taneev.